# 히로시마현 제5구
히로시마현 제5구(広島県 第5区)는 일본의 중의원 선거구이다. 1994년 공직선거법으로 신설되었다.

## 지역
- 구레시
- 다케하라시
- 미하라시 일부
- 오노미치시
- 히가시히로시마시 일부
- 에타지마시 일부
- 도요타군